# Música de Star Wars
La música de Star Wars es el conjunto de los temas orquestales y musicales para la serie de la Guerra de las Galaxias, de George Lucas, compuestos casi en su totalidad para las películas por John Williams entre 1977 y 1983 para la trilogía original, entre 1999 y 2005 para la de precuelas, y entre 2015 y 2019 para una última trilogía, así como para series de televisión, cortos e incluso videojuegos del concepto por otros músicos, los más notables Kevin Kiner, Michael Giacchino, John Powell y Ludwig Göransson, relevos de Williams en televisión y en filmes de la serie. La música compuesta por Williams se encuentra como algo de lo más popular y respetado dentro de su ya de por sí aclamado trabajo para cine, especialmente la de la trilogía original.
La orquestación de Williams está basada en una variada y ecléctica mezcla de estilos, entre los que sobresale su influencia del Romántico Tardío de Richard Strauss y sus contemporáneos, Erich Korngold y Max Steiner. También existen influencias de Los Planetas de Gustav Holst , William Walton e Ígor Stravinski, lo cual es evidente, en especial, en la película original de 1977, pues el director George Lucas deseaba mantener un tono clásico para el filme, motivo que lo llevó a tener algunas discrepancias con Williams, quien por su parte deseaba hacer la partitura más accesible al público optando por tendencias más modernas. La película se estrenó y la partitura de Williams fue uno de sus aspectos más destacados, así que Lucas dio al músico mayor libertad para las orquestaciones de los otros filmes, por lo cual el de la primera película acabó siendo el más distante a los otros, el más clasicista, como lo concibió el director.
En palabras del propio John Williams, "Personalmente, me siento muy ligado a la música de Korngold (…). Cuando George Lucas me pidió que escribiera un tema para Luke que fuese a un tiempo heroico y de esencia idealista, y fuese presentado en forma de fanfarria, asocié en mi mente el heroísmo de Korngold, el idealismo de Holst y las fanfarrias de Elgar. Todo esto obviamente implica una inevitable semejanza con Kings Row y con muchas otras composiciones, pero desde un punto de vista temático, armónico y melódico, todas las notas son de mi propia cosecha".
La música de Star Wars reinauguró en cine las partituras ejecutadas por grandes orquestas sinfónicas, además de que reimpuso la utilización de la técnica operística del leitmotiv, asociada esta principalmente con Richard Wagner, y que consiste en una melodía única que distingue a cada personaje, escenario o situación específica.

## Principales temas de las películas
Las orquestaciones de todas las películas, como tantas otras composiciones de Williams, fueron ejecutadas por la Orquesta Sinfónica de Londres. Los títulos empleados para cada película son con los que se han promocionado en español, así, las originales aparecieron solo con su título; las precuelas se promocionaron con los nombres más largos, con el Star Wars, luego el Episodio y el título; y, la última trilogía, la de Disney, solo con el Star Wars y el título.
Los principales temas, musicales claro está, conforme fueron introducidos en la saga son:

### Trilogía original
Las partituras primordiales de la saga aparecen en la trilogía original, a saber en la primera película los fundamentales, consecuentemente en la segunda los otros más importantes y en la tercera película casi no hubo aportes a destacar.

#### La Guerra de las Galaxias
- Tema de Star Wars o solo Tema principal o Suite de Star Wars, o incluso Tema de Luke u Obertura (Star Wars Theme o solo Main Theme, o Star Wars Suite, o Luke's Theme, u Overture), el cual es simplemente el tema central de toda la saga y es considerado por la mayoría, especialistas de música y público, como uno de los mejores temas cinematográficos de todos los tiempos. El tema es prominente en la primera película y algunos fragmentos son utilizados en varias escenas de acción de Luke Skywalker, el héroe de la misma, o solo cuando aparece, así como en las otras dos películas originales, mientras en la trilogía de precuelas quedó un poco relegado por tratar de personajes distintos (entiéndase su uso como leitmotiv, pues en la segunda trilogía los personajes principales son otros), aunque no por ello dejó de ser el tema único que abre cada película. Su mayor curiosidad es que la fanfarria del estudio 20th Century Fox compuesta por Alfred Newman en 1954 le sirve perfectamente como intro y por lo mismo el público inevitablemente los asoció durante mucho tiempo como una sola pieza.
- Fanfarria Rebelde (Rebel Fanfare). Como su nombre indica es una fanfarria, o sea una melodía corta, en cuatro tonos altos que transmite la dramática audacia de cuando los Rebeldes entran en acción, por lo cual tiene una verdadera profusión en la trilogía original, mientras en la segunda trilogía se utilizó también como acompañamiento de fondo para la disidencia insurgente de las nuevas películas.[2]
- Tema de la Princesa Leia (Princess Leia's theme). Es un tema que como su nombre indica acompaña a la Princesa Leia y la presenta bajo la romántica idea con que como personaje fue concebida, por lo cual se utiliza posteriormente para representarla cuando actúa sola y particularmente en sus momentos de mayor vulnerabilidad, así que se escucha solo en la trilogía original, excepto en el Episodio III cuando su nacimiento, para el cual Williams compuso una versión extendida.
- Tema de la Fuerza (Force Theme o Binary Sunset, o Ben Kenobi's Theme, o Jedi Knights of the Old Republic Theme, o hasta May the Force be with You, o inclusive The Throne Room). Es otro de los temas principales de toda la saga y de hecho el más consistente de las películas, que bien representa a la Fuerza, a los Jedis o incluso al venerable caballero Obi-Wan Kenobi en la primera película; este es por cierto una muy efectiva variación extendida de uno de los acordes del Tema principal de Star Wars. En la última escena de la película original existe una variante muy sofisticada del tema conocida como Throne Room, cuando los héroes son condecorados por su hazaña al haber destruido la Estrella de la Muerte, esta es básicamente tocada en forma de una Marcha, la cual resulta a su vez algo menos melancólica de lo que es en esencia el tema.
- Tema del Imperio (Imperial Motif; no confundir con la Marcha Imperial). Es el tema utilizado en la película original para Darth Vader, para el Grand Moff Tarkin y para el Imperio. De cierta inspiración militar anticipó la tan característica Marcha Imperial, mientras este no volvió a ser utilizado posteriormente debido a su reemplazo por aquel.
- Tema de la Estrella de la Muerte (Death Star motif). Es un tema de sonido imponente en cuatro acordes que como su nombre indica acompaña las apariciones en pantalla de la Estrella de la Muerte en la película original y luego en Return of the Jedi.
- Tema de los Jawa (Jawa Theme o The Little People). Es un tema lúdico utilizado para los Jawas y para algunas escenas del planeta Tatooine.
- Dies Irae. Siguiendo la tradición como compositor clásico, Williams incorporó este tema de cantos gregorianos para representar las imágenes más duras y trágicas de la saga, por lo cual solo aparece en la película original cuando Luke descubre su destino ante el asesinato de sus tíos, en el Episodio II cuando Anakin Skywalker confiesa su genocidio de la Gente del Desierto, y en el Episodio III cuando los caballeros Jedi son traicionados y sistemáticamente exterminados.
- La Batalla de Yavin (The Battle of Yavin). No es un tema propiamente dicho, es más bien una breve sinfonía, no porque sea particularmente corta sino que como sinfonía si es reducida, que desde luego como revela su título acompaña la penúltima secuencia del filme original, en la cual los rebeldes deben combatir sobre la órbita de la Estrella de la Muerte. La última de sus secciones por ejemplo contiene el Tema de la Fuerza, pero a la vez concluye musicalizando la victoria sobre el Imperio con acordes nuevos.
- Cierre de créditos (End Titles). Como todas las películas de Hollywood, la orquestación de acompañamiento para la secuencia de créditos de cada Episodio de la saga se presenta como una síntesis de todos los temas ejecutados durante la misma, pero en el caso de Star Wars hasta esa música es célebre, pues es un tema totalmente separado de toda la partitura. El cierre comienza con tres semitonos altos, seguidos después por los acordes centrales del Tema principal en su forma de Tema de Luke, o sea medio tiempo más rápido, seguido de inmediato por la Fanfarria Rebelde, para nuevamente volver a los acordes del Tema de Luke, y es entonces que pasa al resumen como tal de temas ejecutados durante cada correspondiente película.

#### El Imperio contraataca
- La Marcha Imperial o Tema de Darth Vader (The Imperial March o Darth Vader's Theme). Es tal vez el segundo tema más conocido y célebre de toda la saga con su retumbante sonido de inspiración militar representando la crueldad y dureza del deshumanizado rigor imperial, así como la atemorizante presencia de Darth Vader, del cual asimismo es leitmotiv. Su prominencia es sobre todo en El Imperio Contraataca, para la que fue compuesto, y en Return of the Jedi, mientras en la segunda trilogía se escucha en una versión minimalista hacia la conclusión del Episodio I, y se utiliza con más frecuencia en los Episodios II y III conforme la conversión de Anakin hacia el Lado Oscuro.
- Tema de Amor (Love Theme o Han Solo and the Princess, o incluso Han Solo's theme). Es un dulce tema de amor que como su nombre indica acompaña las escenas de amor entre Han Solo y la Princesa Leia así como las de sacrificio, por lo cual aparece solo en El Imperio Contraataca y en El Retorno del Jedi. Aunque este es el tema de amor central de la trilogía original, en realidad es fundamental durante El Imperio Contraataca, pues sirve para ilustrar la incertidumbre de los protagonistas en la historia, ya que la versión epónima, la más extendida, es la que cierra la película, cuando los personajes contemplan por un mirador de la Fragata Médica una caprichosa forma estelar reflexionando sobre el rescate de su amigo.
- La Batalla de Hoth (The Battle of Hoth). Es otra breve sinfonía para la batalla principal de El Imperio Contraataca, tiene secciones muy dramáticas con varios acordes de la Marcha Imperial, pero pasando por otros encomiásticos como el que enmarca los disparos del cañón iónico que permite el escape indemne de la primera nave de evacuación, o la última sección cuando la mayoría de la flota rebelde logra fugarse del Imperio completada la invasión de su base Eco.
- Tema de Yoda (Yoda's theme). Es un tema gentil que como su nombre indica acompaña la presencia del maestro Yoda en las películas, por lo cual tuvo una mayor prominencia en la segunda trilogía.
- Tema de los Androides (Droids Motif). Otro tema compuesto para la segunda película, en este caso como indica el nombre especialmente para los robots C-3PO y R2-D2 que en realidad tienen una mayor presencia en la película original, aun así el tema aparece en las escenas climáticas de El Imperio Contraataca.
- Tema de Boba Fett (Boba Fett Motif). Un tema de melodía baja en semitono descendente que como su nombre indica acompaña las apariciones del caza-recompensas Boba Fett, aunque resulta el único tema debatido pues también acompaña los esfuerzos de los héroes por escapar de la Ciudad en las Nubes, mientras en la siguiente película ya no se utilizó.
- Tema de Bespin (Cloud City theme o Lando's Palace). Un hipnótico tema en tonos mayores que acompaña las pocas apariciones en pantalla de la Ciudad en las Nubes.

#### El retorno del Jedi
- Tema de Jabba (Jabba's Theme). Un tema en tonos suaves que como su nombre indica acompaña al gánster espacial Jabba the Hutt representando toda la vileza que lo imbuye.
- Tema del Emperador (Emperor's Theme). Un tema de sonido bajo ominoso que como su nombre indica acompaña la presencia del Emperador Palpatine, y que luego fue profusamente reutilizado en la segunda trilogía cuando las apariciones de Darth Sidious.
- Tema de los Ewoks (Ewok's Theme o Parade of the Ewoks). Es un estilizado tema que como su nombre indica acompaña a los Ewoks, cuando la visita de los héroes a su villa y cuando entran en batalla.
- Tema de Luke y Leia (Luke and Leia). Es un tema ascético que representa el lazo existente entre los hermanos, aunque solo se escucha en un par de ocasiones se considera que tiene un sonido más adulto que por ejemplo el Tema de Amor.
- La Batalla de Endor (The Battle of Endor). Como en los dos primeros filmes esta es otra sinfonía, la más larga de todas las entregas, pues enmarca prácticamente una tercera parte de Return of the Jedi y escenifica el fin de toda la saga. Se divide en tres movimientos, de los cuales destaca muy especialmente el segundo pues contiene la climática pieza Luke and Vader Duel, una de las pocas con acompañamiento coral de la trilogía original, la cual resulta sumamente intensa y dramática, para pasar a Emperor's Death, otra casi igual de dramática; mientras en el tercero contiene Darth Vader's Death, una versión con arpa de la Marcha Imperial, la última vez que se escucha esta. Antecedió de algún modo la forma que años después tendría Duelo de los Destinos, solo que La Batalla de Endor es mucho más extensa.

### Segunda trilogía
En la segunda trilogía casi no hubo temas novedosos, en primer lugar porque Williams compuso sobre un trabajo estructurado anteriormente, esto es, desde luego reutilizando muchas de la partituras de la primera trilogía, y en segunda por una relativa decadencia en el talento del músico después de treinta años dominando por sí solo la manera de componer en Hollywood, así como una cierta falta de inspiración que se sintió en toda la trilogía.
Nuevamente los principales temas aparecieron en la primera película.
Star Wars, Episodio I, La amenaza fantasma
- Tema de Anakin (Anakin's Theme). Un tema que de modo ostensible refleja inocencia, aunque curiosamente contiene acordes de la Marcha Imperial, y así, conforme va progresando el personaje en las películas, este se acerca cada vez más al plenamente reconocible Tema de Darth Vader.
- La Marcha de la Federación de Comercio o Tema de la Invasión Androide (Trade Federation March o Droid Invasion Theme). Como su nombre indica es el tema para la ambiciosa Federación de Comercio, aunque utilizado con prominencia para las escenas en que interviene su ejército de androides; en las otras dos películas se utilizó para algunas escenas del Ejército de Clones e incluso en el Episodio III cuando los wookies entran en combate en su natal Kashyyyk, así que resultaría un tema discutido.
- Duelo de los destinos (Duel of the Fates). El tema más atípico de la saga y de paso el más publicitado, pues en él Williams experimentó introduciendo un gran arreglo coral que representa el enfrentamiento de la Fuerza con el Lado Oscuro en el Episodio I, aunque cabe destacar que las notas principales fueron tomadas de una partitura menor en El Imperio Contraataca. El texto del coro fue tomado de un poema céltico llamado “Cad Goddeu” (Batalla de los árboles) traducido a sánscrito. Para el Episodio II se utilizó como fondo en la búsqueda de Anakin por su madre implicando su dilema emocional, y en el Episodio III para el enfrentamiento de Yoda con el Emperador Palpatine.
- La Marcha de la República (Republic March). Es tocada cuando Anakin destruye la nave de la Federación como fondo. Es la música más famosa del Episodio I después de Duelo de los Destinos, y se utilizó en varios avances de entregas posteriores, por ejemplo para el Episodio III y The Clone Wars.
- Tema Fúnebre (Funeral Theme). Como su nombre indica es el tema funerario del filme y también tiene acompañamiento coral en sánscrito, aunque en tonos menores; utilizado para la cremación de Qui-Gon Jinn, para el funeral de Padmé y para la transformación de Anakin en Darth Vader, acompañando así una muerte de modo espiritual.

Star Wars, Episodio II, El ataque de los clones
- A Través de las Estrellas (Across the Stars). Como Duelo de los Destinos, las notas principales fueron tomadas de una partitura menor en El Retorno del Jedi en donde Vader se separa del Lado Oscuro. Este fue el tema de amor para Anakin y Padmé, muy probablemente por ello su lazo con el Episodio VI, aunque también tiene acordes disueltos de los temas de Luke y de la princesa Leia.
- Escape de Jango  (Jango's Escape). Es una pieza bastante compleja, que aparece cuando Jango Fett lucha y escapa del planeta Kamino.
- La Marcha de la Confederación (Confederacy's March). Utilizada como tema continuo de los separatistas después de la Marcha de la Federación de Comercio del Episodio I. Esta lleva varios sonidos conjuntos alterando un poco los acordes de la primera marcha. Fue popular y considerada una suerte de contraparte a la Marcha Imperial.

Star Wars: Episodio III - La venganza de los Sith
- La Batalla de Coruscant (The Battle of Coruscant), es otra sinfonía como las que caracterizaran a las películas de la trilogía original, pero la primera diferencia notable es que esta es particularmente corta, comienza con la película a base de un retumbante sonido de percusiones graves con timbales y propiamente acaba cuando los caballeros Jedi llegan ante el conde Dooku y el canciller Palpatine hecho prisionero. Sin embargo es de lo más logrado de la nueva trilogía y uno de los motivos por los cuales la música de esta tercera película fue la mejor vista.
- Tema del general Grievous (General Grievous Theme). Como su nombre indica es el tema utilizado para el villano del inicio del Episodio III el cual también tiene acompañamiento coral,  y suena un poco más intenso representando su vileza.
- El Duelo del Canciller (Chancellor's Duel). Una muy compleja sinfonía que no hace su aparición en la banda sonora de esta película, lo cual recibió muchas quejas de los seguidores de la Saga, pues es una canción que se ha utilizado en juegos y en otros diferentes sitios. Originalmente aparece cuando Mace Windu se enfrenta a Palpatine, ambos en un feroz duelo en la oficina del Canciller Supremo en Coruscant.
- Batalla de los Héroes (Battle of the Heroes). Es el tema utilizado para el enfrentamiento entre Obi-Wan y Anakin, también con acompañamiento coral y a su vez una contraparte de Duelo de los Destinos, por lo cual este resulta más trágico. Este tema incluso se publicó como sencillo.
- Inmolación (Immolation). Música que se usó durante la escena de Darth Vader en llamas con profusión de violines

### Tercera Trilogía
Para la tercera trilogía, John Williams estuvo otra vez a cargo de llevar a cabo la musicalización de los tres filmes, los Episodios VII y IX dirigidos por J. J. Abrams, así como el intermedio Episodio VIII de Rian Johnson, logrando de nuevo el éxito y la aclamación crítica. Para la trilogía, que el compositor declaró como su despedida de la saga, se hizo profusión del empleo del Tema de Star Wars, el Tema de la Fuerza, la Fanfarria Rebelde, así como desde luego de la Marcha Imperial.

#### Star Wars, El despertar de la Fuerza
Al ser el primer nuevo Episodio, fue el que propuso la tónica que siguió la trilogía completa, presentando los principales temas nuevos, particularmente de personajes, mucho más en la línea de la trilogía original de 1977-83, que de las precuelas.
- El ataque en la villa Jakku (The Attack on the Jakku Village), es el tema continuado a la versión del Tema principal en el Episodio. Es un tema de aventuras en vientos y notas de cuerdas en notación media que imprime el inmediato dramatismo a la secuencia de inicio, con suaves cambios a notaciones mucho más bajas, también mediante cuerdas, que pasa in crescendo a los momentos culmen. Es uno de los temas más originales de la película, sin prácticamente acordes de los temas clásicos.
- La basurera (The Scavenger), es un tema en notaciones bajas que retoma en parte los motifs tradicionales de la saga, pero en realidad presenta una forma nueva, a base vientos y cuerdas a tempo medio representando un espíritu más propio de aventura, un tanto menos clasicista, pero en general se sobrelleva solo con una ejecución baja para que su sonoridad sea en forma discreta.
- Tema de Poe Dameron (Poe Dameron's Theme), música de tipo encomiástica usada para el piloto héroe de la nueva trilogía, durante su escape con Finn.
- Tema de Rey (Rey's Theme), que representa a Rey, la protagonista de la nueva trilogía. Williams dijo que este tema representa empatía. El tema puede ser dividido en múltiples partes, especialmente en la suite. La primera parte representa su misterio y soledad, es tocada en diez notas que se repiten; la segunda parte es en siete notas y representa su trabajo como chatarrera; la tercera partes es en doce partes y es su tema principal, la cual sirve de fondo a sus interacción con el personaje de Finn; la cuarta parte representa su rol como héroe; la quinta parte representa su destino y es tocada en siete notas.
- The Rathtars!, el tema de los nuevos piratas espaciales, con nombre sin traducción al español, es otro tema de inspiración dramática en tonos bajos construido a base de vientos y cuerdas graves, con algo del Tema de la Fuerza, representando el no buscado encuentro con los letales cazadores de tesoros. Los tempos son rápidos, por los momentos en que entran en acción los personajes, con cambios bruscos a percusiones, pero manteniendo el arreglo de cuerdas, como buena composición propia de Williams.
- Confesión de Finn (Finn´s confession), es una música lenta que representa la huida de Finn de la Primera Orden.
- Tema de Kylo Ren (Kylo Ren's Theme), el cual corresponde al antagonista de la historia. Un tema de sonido siniestro en cinco notas durante la primera aparición del personaje.
- Segundo tema de Kylo Ren (Kylo Ren's second Theme), segundo tema en ocho notas del antagonista de la historia.
- Marcha de la Resistencia (Resistance March), que representa la heroica organización heredera de la Alianza Rebelde.
- Tema de la Starkiller (Starkiller's Theme), que aparece durante el discurso del General Hux y en la caída del héroe Han Solo. Este tema contiene acordes de los temas de Anakin y de A través de las Estrellas.
- Tema de Snoke (Snoke's Theme), es un tema oscuro que representa al líder supremo Snoke. Es acompañado por un coro masculino en notas muy graves.
- Destrozado (Torn Apart), es un tema en notación baja, que va progresando hacia acordes más sonoros en notación media, pero se mantiene en tonos muy bajos de violines para representar una parte esencialmente dramática del filme, hasta que cambia a un movimiento más orquestado que incorpora vientos y los característicos juegos de cuerdas del autor, como siempre con una pare del sempiterno Tema de la Fuerza, pero es general bastante dramático.
- Los caminos de la Fuerza (The Ways of the Force), otro tema basado en el propio Tema de la Fuerza, pero en notación más grave para representar un momento climático del filme, pues hacia su parte media se torna en un tema de acción con movimientos medios para los cambios de ritmo.
- Scherzo para X-Wings (Scherzo for X-Wings), tema en notación rápida que aparece durante el clímax del filme en la batalla. Contiene acordes del Tema Principal de Star Wars y del Tema de la Fuerza.
- Los Pasos del Jedi (Jedi's Steps), que representa la conexión de Rey con la Fuerza y su eventual jornada como Jedi. Este se escucha hasta la última secuencia de la película.

#### Star Wars, Los últimos Jedi
El Episodio intermedio siguió la línea de ser el más dramático, por lo cual se hizo un sutil empleo de la Marcha imperial, así como del Tema de la Fuerza para los momentos heroicos, con composiciones originales muy bien recibidas por la crítica.
- Escape es el tema continuado a la versión del Tema principal presentado en el Episodio. Es una pieza de acción en vientos, con profusión en acordes principales de la saga, con cambios bruscos de movimientos al ser un tema de acción, que por momentos se torna en una marcha, para pasar de nuevo a ser un tema de acción.
- Ahch-to Island (no tiene una traducción precisa, solo es referente a la isla en donde Rey realizará su entrenamiento), es un tema basado en acordes del Tema de la Fuerza en movimientos menores con cambios regulares a mayores, inspirado principalmente en los de la trilogía original.
- Revisitando a Snoke (Revisiting Snoke), es un tema de sonidos siniestros sentado ligeramente en acordes del Tema de Darth Vader, del que toma secciones, pero es más dramático, en busca de acentuar el misterio que envuelve al personaje del mentor del Lado Oscuro.
- Supremacía (Supremacy), otro tema que toma acordes en secciones clave de la Marcha Imperial, para acentuar el carácter fascistoide de la Primera Orden en tonalidades medias, a la vez que mezcla acordes básicos del Tema de la Fuerza para enmarcar el enfrentamiento ético; es una mixtura de ambos temas, pues está hecho para la adulación que el Líder Supremo Snoke hace a Kylo Ren.
- La Rebelión está resurgiendo (The Rebellion is Reborn), otro tema en forma de himno, basado principalmente en cuerdas suaves, por secciones tiene forma de marcha, por los movimientos ligeramente militares, pero es uno de los temas más dulces del Episodio. Hacia la parte media, aumenta sus tonalidades y es uno de los temas con práctica ausencia de acordes tradicionales de la saga, lo cual mostró de nuevo la buena forma de Williams.
- Lección uno (Lesson One), en la tradición de los antiguos temas de la trilogía original, es un tema en notaciones bajas, basado en el Tema de la Fuerza, que enmarca el inicio del entrenamiento de la heroína Rey, que se torna en una composición onírica demostrando el paso a los caminos de la Fuerza que deberá afrontar, por lo cual mientras progresa va in crescendo hasta su coda.
- El texto Jedi secreto (The Secret Jedi Text), otro tema con acordes de los temas principales, que se torna dramático. Es una versión trágica del Tema de la Fuerza al representar el misterio de la religión Jedi, así como la propia búsqueda por el conocimiento perdido.
- Una nueva alianza (A New Alliance), es otro tema de tipo siniestro, con acordes graves, más propios de película de misterio al enmarcar el enfrentamiento inesperado con el Líder Supremo Snoke, que cambia en movimientos por el dinamismo de la secuencia.
- Domo de cromo (Chrome Dome), es un tema que comienza de modo minimalista para pasar a una forma de marcha un tanto dramática, basado en cuerdas y percusiones bajas que se convierte en algo cercano a lo trágico.
- La Batalla de Crait (The Battle of Crait), es una pieza sinfónica que toma acordes de diversos temas previos de Star Wars, desde el Tema de la Fuerza hasta la Fanfarria Rebelde, con base en parecer esencialmente un tema militar, muy cercano en forma a una marcha. Está realizado en diversos movimientos, desde notaciones altas, pasando por juegos de cuerdas y de vientos, cerrando los tempos entre secciones, que lo vuelven por momentos más dinámico. Está realizado como las suites de los Episodios originales, con timbales en momentos clave, para pasar a través de flautas a los siguientes movimientos, lo cual lo vuelve el más climático en la tercera trilogía. La Fanfarria Rebelde resuena en su tercera parte, que es cuando se torna más en un tema de acción, pero pasa al dramatismo. Es el tema más largo, por ser continuado, de los nuevos temas de Williams para la saga.
- La chispa (The Spark), es otro tema de sonido grave en notaciones bajas, representando el sentido general dramático del filme, con acordes del Tema de la Fuerza, que progresa hacia algo más rítmico, por tanto, volviéndose más esperanzador, como indica en su título. La orquestación es casi solo con cuerdas, incorporando poco a poco vientos en un crescendo melódico que lo lleva hasta timbales para llegar a ser toda una melodía compuesta.
- Los últimos Jedi (The Last Jedi), es el tema que retoma parte principales del Tema de la Fuerza al ser el epónimo de la banda sonora, con cantos corales, debido al carácter un tanto sepulcral que tiene su contexto. Se sienta también sobre notas bajas, que pasan a vientos elocuentes con los cantos por el dramatismo que puede representar el fin de todos los Jedi.
- Paz y propósito (Peace and Purpose), el último tema, basado en el Tema de la Fuerza, es una pieza en notación baja, dramático y triste, al representar la incertidumbre en que queda la trama del Episodio, cernido por la trepidante acción que conlleva, pero resurgiendo la esperanza.

#### Star Wars, El ascenso de Skywalker
Para el último Episodio de la nueva etapa se hizo un uso prominente del Tema principal de Star Wars al ser, otra vez, el más encomiástico respecto a la naturaleza de los personajes y de la trama, así como del Tema de la Fuerza y de la propia Marcha Imperial que se presentan con verdadera prominencia, pero presentó nuevamente muy bien aceptados por la crítica.
- Prólogo es el tema continuado a la versión del Tema principal presentado en el Episodio. Es un tema en notaciones graves de tipo siniestro, basado en cuerdas que representa el ominoso inicio del filme con la misteriosa reaparición del Emperador.
- Jornada a Exegol (Journey to Exegol), es un tema más o menos basado en la Fanfarria rebelde, con secciones altas de metales para resaltar el dramatismo de los riesgos que toman los héroes para completar su misión. Los cambios súbitos remarcan el viaje intrincado, por lo cual en una sección entera se hace uso de la Marcha Imperial, pero es un tema un tanto más pesaroso.
- El ascenso de Skywalker (The Rise of Skywalker), es un tema tierno y romántico, que representa serenidad y el comienzo de la jornada con una orquestación completa en tonos medios que descienden por secciones hasta flautas, intercalando con subidas de tono por el enfrentamiento que deberá encarar la protagonista, después de todo será el tema epónimo del filme y representa su ascenso no solo como una Skywalker por adopción, sino como Jedi, con apenas unos acordes dispersos del Tema de la Fuerza.
- La vieja Estrella de la Muerte (The Old Death Star), un tema de tipo misterioso, en acordes graves y movimientos bruscos con secciones infaltables de la Marcha Imperial debido a musicalizar el encuentro con los restos de la letal arma imperial, pero también desarrolla en un tempo muy acompasado parte del Tema de la Fuerza. Los cambios son sobrecogedores, por el desarrollo cambiante de la secuencia que representa.
- La persecución en aceleradores (The Speeder Chase), es otro tema a base de cuerdas en tonos graves que va variando su melodía hasta tomar una más aproximada a la Fanfarria rebelde, solo en alguna forma, al enmarcar una escena eminentemente de acción.
- El Destino de un Jedi (Destiny of a Jedi), es otro tema de tipo dramático, que comienza en notaciones bajas y muy suaves, para pasar a movimientos específicos del Tema de la Fuerza y del propio tema principal. Mayormente desarrolla una notación baja tornándose en secciones misterioso como la propia religión Jedi, así como el irrefutable destino que sus miembros deben asumir, pero también termina siendo encomiástico, demostrando de nuevo la esperanza que representa la filiación Jedi.
- Himno del mal (Anthem of Evil), es un tema apoyado en buena medida en una base coral en notación baja que representa la parte más perversa del renaciente mal del Emperador y de la imposición del Lado Oscuro, con momentáneas subidas de tono, hasta que comienza la musicalización propiamente a base de cuerdas en notas graves para realzar el dramatismo.
- Iremos juntos (We go Together), otro tema en notaciones bajas de cuerdas, basado en acordes del Tema de la Princesa Leia, para representar la unión de los nuevos héroes, la cual se complementa con vientos suaves y cuerdas en tono medios y, como la mayoría de temas, se complemente reproduciendo el Tema de la Fuerza en secciones hacia su mitad, para volverse después más rítmico en forma de marcha, que es como concluye.
- El Duelo Final de Sables (The Final Saber Duel), otro tema de sonidos climáticos basado en vientos que representa el último enfrentamiento con sables de luz, este contiene secciones dispersas del Tema de la Fuerza para remarcar el carácter Jedi de los protagonistas, quienes se ven enfrentados a su destino como combatientes, sin embargo, también introduce secciones del tema de amor representando la ambivalencia de los protagonistas, quienes peligrosamente se acercan al Lado Oscuro durante su lucha.
- Batalla de la Resistencia (Battle of Resistance), es otro corto tema a modo de suite, en notaciones altas que representa la última batalla de los héroes contra el renaciente Imperio, solo con acordes cortos del Tema principal de Star Wars, así como del constante Tema de la Fuerza.
- Aproximándose al trono (Approaching the Throne), es un tema lúgubre sentado sobre cuerdas, presentado como uno de los más dramáticos, pero más originales, con cercanía al terror y suspenso de una película clásica, pasa por movimientos dramáticos en diferentes tonalidades, para convertirse en algo más cercano a un tema de acción por los cambios basado en vientos, pero llama la atención que no tenga una forzosa inspiración en temas conocidos de la saga, como la mayoría, salvo por acordes aislados. Su conclusión es con cantos corales que representan un clímax dramático.
- La Fuerza está contigo (The Force is with You), un tema más dramático, acercándose a lo triste, basado por momentos en notas de piano, que se eleva a niveles casi trágicos al alcanzar sus puntos culmen, acompañado de sonidos corales sobre vientos, timbales, percusión y desembocando en el Tema de la Fuerza y la Fanfarria rebelde ante el triunfo del bien sobre el mal.
- Reunión es otra variación del Tema principal de Star Wars a manera de inicio de cierre de la película y de la saga entera, tomando los acordes principales del clásico tema con vientos en notación más suave para hacerlo más encomiástico, para representar el nuevo triunfo de los héroes sobre el mal.
- Un nuevo hogar (A New Home), a base de cuerdas, el último tema es una coda para toda una saga, o para una trilogía, con algo de dramatismo hacia su parte media. Es una composición eminentemente original en notaciones bajas.
- Finale, esta vez, como cierre de créditos, pero de toda una saga, hace un completo resumen de todos los temas principales, comenzando para la última secuencia con el Tema de la Fuerza, la Fanfarria Rebelde, el Tema de Star Wars, como habían sido son todos los cierres de créditos, pero agrega más movimientos, ejecutando incluyendo movimientos del Tema principal y de la Marcha Imperial, inclusive en sus formas epónimas con orquestación completa.

### Filmes derivados
En 2016, Lucasfilm comenzó con una planeada serie de filmes derivados de Star Wars, denominados genéricamente como Antologías, aunque solo ha realizado dos, tras lo cual el plan quedó en espera.
Rogue One: una historia de Star Wars
Para el primer filme derivado de la saga, ya bajo propiedad de Disney, titulado Rogue One: una historia de Star Wars, a cargo del director Gareth Edwards, el compositor asignado inicialmente fue Alexandre Desplat, pero terminó abandonando el encargo por diferencias creativas, quedando este en manos del Michael Giacchino, quien hizo un trabajo naturalmente sentado sobre los temas de Williams.
Los temas originales aportados por Giacchino fueron por su parte notables.
- Tema de Jyn, el cual corresponde a la protagonista de la historia.
- Tema de Cassian, el cual corresponde a coprotagonista de la historia.
- Tema de Saw, el cual corresponde al viejo Rebelde radicalizado de la historia.
- Guardians of the Whills, el cual corresponde a los otros rebeldes que se asocian con la protagonista.
- Suite Imperial, en el cual se recompuso el clásico tema de la original Star Wars de 1977 para el Imperio Galáctico.
- Tema de Krennic, el cual corresponde al antagonista del filme.
- Tema de la Esperanza, una variación y contemporización del Tema de la Fuerza.

Han Solo: una historia de Star Wars
Para el filme del joven Han Solo de 2018 a cargo del director Ron Howard, el compositor asignado fue John Powell, mientras el propio Williams realizó solo el tema principal.
Los temas retomados de Williams por Powell fueron, Spaceship Battle motif, una variación del Tema principal de Star Wars, la Fanfarria Rebelde, parte del Duelo de los Destinos, de la Marcha Imperial y del Imperial motif, así como del Tema de la Estrella de la Muerte.
Los temas originales fueron.
- Las aventuras de Han (The Adventures of Han), del propio John Williams, es un tema dinámico de aventuras, en la tradición orquestal de los clásicos temas de Williams para la saga, con movimientos a tempos rápidos basado sobre todo en cuerdas y vientos, y suaves cambios de movimientos que, curiosamente, recuerda en secciones a los temas para Indiana Jones.

Todos los demás de Powell.
- Tema de Chewbacca.
- Tema de amor de Han y Qi'Ra
- Tema de L3
- Tema de equipo
- Tema de Enfys Nest

## Premios
La partitura de John Williams para la original Star Wars de 1977 fue la que más premios relacionados con las correspondientes categorías de música ha cosechado en prácticamente toda su carrera. Se hizo con el conocidísimo Premio Óscar de la Academia de las Artes y las Ciencias Cinematográficas de Hollywood, uno de los cinco que Williams ha conseguido; con el Golden Globe otorgado por la prensa de ese país y uno de los cuatro en su haber; con el británico Premio BAFTA, uno de los siete en su impresionante trayectoria; e incluso con el Premio Saturn, destinado este exclusivamente para obras de ciencia ficción, y uno de los siete en su carrera que además ganó doblemente ese mismo año junto con el de su partitura para Encuentros cercanos del tercer tipo; también recibió un Premio Grammy, especializados éstos en música y uno de los veinte que ha obtenido.
La partitura para la segunda entrega, El Imperio contraataca, alcanzó nuevamente la nominación al Premio Óscar, así como una doble nominación a los Premios Grammy, logrando uno de ellos. Por otro lado se le reconoció de nuevo ganando el Premio BAFTA.
La partitura para el tercer filme, El retorno del Jedi, fue nuevamente nominada al Premio Óscar de la Academia.
A diferencia de las partituras para la trilogía original, las de la segunda trilogía, la primera y la tercera, solo lograron nominaciones a los premios Grammy, los cuales es debido mencionar no son los más reconocidos para la música de cine, así como a los Premios Saturn, y con lo cual resulta que la orquestación para el Episodio II de la saga es la que menos ha sido considerada por la crítica especializada. La banda sonora para el Episodio I únicamente alcanzó una nominación para los premios Grammy de ese año, mientras la banda sonora para el Episodio III logró dos nominaciones también para los premios Grammy de ese año, aunque otra vez sin conseguir ninguno. Por otro lado, el Episodio III se hizo con el Premio Saturn correspondiente a música de ese año, siendo así que la partitura para aquel fue la mejor calficada de la segunda trilogía.
La partitura para El despertar de la Fuerza, por su parte fue nominada nuevamente al premio de la Academia, así como al BAFTA, y ganó el Premio Saturn de ese año.

## Música incidental
Williams debió componer para la extraña ambientación de los filmes originales algunos temas incidentales igual de célebres que el resto de la música de las películas.
A saber los más notables son:
- Música de la cantina de Mos Eisley, es una suerte de jazz concebido para ser interpretado por alienígenas, ejecutada sobre todo con vientos de metal como trompeta, saxofón y clarinete, con percusión también de metales e incluso sintetizador. No fueron uno, sino dos temas, para cuando los personajes entran por vez primera en la cantina y uno para más adelante en la misma.
- Recital barroco de Jabba, una pieza hedonista que se escucha al entrar los androides al Palacio de Jabba en el Retorno del Jedi.
- Lapti Nek, una alocada canción compuesta para la banda musical del Palacio de Jabba que resulta ser un verdadero aquelarre, la letra fue escrita por Joseph Williams, hijo del compositor, en el improbable idioma Huttese. La canción se sustituyó en la edición especial de las películas en 1997 por Jedi Rocks de Jerry Hey que resultó más estrafalaria.
- Sail Barge Dance. Otra pieza hedonista que aparece como música de acompañamiento en el palacio de Jabba, se escucha dos ocasiones, cuando envía al wookie Chewbacca al calabozo y después cuando se encuentra en su yate camino al Sarlacc en el mar de arena.
- Ewok feast y Part of the Tribe, como sus nombres indican son las piezas utilizadas para los Ewoks, cuando estos capturan a los héroes y cuando los llevan a su aldea.
- Ewok celebration, compuesta como cierre del Retorno del Jedi y de la trilogía original, con letra de Joseph Williams en otro idioma inventado, el Ewok.
- Victory celebration, fue compuesta para sustituir a Celebración Ewok en la edición especial de 1997, muchísimo más melódica y sonora que la original, y tal vez por ello uno de los mejores aportes de dicha reedición.
- Tatooine street music, en este caso fue compuesta por Joseph Williams para las calles de Mos Espa en el Episodio I, y hace una vaga reminiscencia a temas del Viejo Oeste.
- Augie's Municipal Band, es la música festiva con que cierra el Episodio I durante las celebraciones en el planeta Naboo.
- Arena Percussion. Como su nombre indica es una pieza a base de percusión realizada nada menos que por Ben Burtt, diseñador de sonido de las seis películas, con su trabajo de edición, para enmarcar las primeras escenas en la arena del planeta Geonosis, pues intencionalmente se optó por seccionar casi totalmente la partitura de John Williams, y el tema The Arena que había compuesto originalmente para esas secuencias no se utilizó.

## Otras musicalizaciones
Para los telefilmes Caravana del Valor Ewok y La Batalla por Endor, el compositor Peter Bernstein compuso las correspondientes partituras utilizando acordes del Tema de los Ewoks de Williams, aunque como aquellas películas ambas partituras no tuvieron mayor trascendencia.
Para la serie de cortos animados de 2003 Clone Wars, se utilizó una musicalización sobre todo coral, como en la segunda trilogía.
La participación de más músicos desde el inicio de series no animadas ha contribuido a diversificar el tipo de música del concepto.

### Para animaciones

#### The Clone Wars
Para la serie televisiva en animación digital  The Clone Wars, el compositor asignado fue Kevin Kiner, quien comenzó su carrera en televisión en la serie Star Trek: Enterprise.
Para el piloto de la serie que se entrenó en cines como largometraje, Clone Wars, Kiner compuso sobre los temas establecidos de John Williams optando por versiones sintetizadas y sintéticas de los clásicos temas de la saga, más cercanos a la trilogía original que a la segunda. Así, en la serie de televisión Kiner consiguió un acercamiento mayor al espíritu musical de la primera trilogía, aunque con una ejecución a base de instrumentos electrónicos, con lo cual a su vez se basó más propiamente en las tendencias contemporáneas a la emisión de la serie.

#### Star Wars Force of Destiny
Para la serie de cortos en línea Star Wars Force of Destiny, iniciada en 2017 y protagonizada solo por heroínas de la saga, el compositor encargado fue el canadiense Ryan Shore.

### Para series no animadas

#### The Mandalorian
Para la primera serie en acción real de la saga, The Mandalorian de Jon Favreau, el compositor asignado fue el laureado sueco Ludwig Göransson. La decisión de Favreau para la ambientación musical de la serie, fue no basarse ni parecerse exactamente a la música clasicista de Williams para la saga, sino optar por algo con una inspiración más Western e incluso samurái, como la naturaleza misma de la serie, pero en una manera más sintética para darle un sonido futurista.
Para la tercera temporada, los temas de Göransson permanecieron como los principales, pero la música quedó a cargo de Joseph Shirley tras su incorporación al equipo en Lucasfilm en El libro de Boba Fett.
El nivel de producción llegó a grado tal, que cada capítulo ha tenido su rigurosa propia banda sonora especialmente grabada en particular.

#### El libro de Boba Fett
Para la siguiente serie de Star Wars, The Book of Boba Fett, Göransson se encargó del tema principal, con Joseph Shirley, quien hizo música adicional para The Mandalorian, acreditado como compositor principal.

#### Obi-Wan Kenobi
En la siguiente serie del concepto, Obi-Wan Kenobi, el tema principal estuvo a cargo nuevamente de John Williams, mientras la compositora Natalie Holt se hizo cargo de la música principal, siendo la primera mujer compositora involucrada con la saga.

#### Andor
Para la galardonada serie Andor, la música quedó a cargo del compositor Nicholas Britell, aunque solo pudo hacer la música principal para un par de episodios en la segunda temporada y debió ser relevado por el especialista en terror Brandon Roberts, quien trabajó, claro está, sobre los temas originales de Britell.

#### Ahsoka
La música de la serie Ahsoka estuvo a cargo otra vez del veterano de televisión Kevin Kiner.

#### The Acolyte
La música para The Acolyte fue realizada por Michael Abels, siendo el primer compositor negro en la saga.

#### Skeleton Crew
Para la serie Skeleton Crew la música fue realizada por Mick Giacchino, hijo de Michael Giacchino.

## Videojuegos
Los temas para videojuegos basados en el vasto Universo de la Guerra de las Galaxias están desde luego inspirados mayormente en el trabajo de John Williams para la primera trilogía, aunque los compositores asignados han hecho aportes originales. Entre los más destacados se encuentran:
- Star Wars: Dark Forces

La música para el juego de computadora Dark Forces de 1995 fue compuesta por Clint Bajakian, desde luego basada esta principalmente en las partituras de John Williams para la trilogía original, pues aún ni siquiera aparecían las nuevas películas.
- Star Wars: Knights of the Old Republic

La partitura para el juego Knights of the Old Republic fue compuesta por el músico Jeremy Soule, quien hizo aportes más notables dado los requerimientos musicales de los actuales juegos de plataforma. Además, Soule tiene una bien reconocida trayectoria por sus orquestaciones electrónicas y en el título de la saga destacó por la capacidad que mostró emulando el estilo sentado por Williams en la doble trilogía.
- Star Wars: Knights of the Old Republic II: The Sith Lords

Para la secuela Knights of the Old Republic II: The Sith Lords, el compositor Mark Griskey realizó la partitura repitiendo los temas centrales de Soule para el primero, aunque el cambio se debió a la orientación “oscura” de este, aportando el músico incluso temas particulares para los Sith Darth Sion y Darth Malak, basados ambos abiertamente en el Tema del Emperador de Williams.
- Star Wars: Republic Commando
- Star Wars: Bounty Hunter

Para el juego Bounty Hunter, Jeremy Soule compuso música para los cortes de escenas y para la plataforma de juego, aportando incluso un leitmotiv para el protagonista Jango Fett.
- Star Wars: The Force Unleashed

Para el título The Force Unleashed, Mark Griskey compuso la correspondiente partitura usando múltiples referencias a los más antiguos temas de la saga, como la Marcha Imperial, así como temas originales para los protagonistas y las naves. La música fue compuesta utilizando varios de los temas originales de Williams, para crear un lazo entre la segunda y la original trilogía, después de todo el juego se ubica en ese espacio temporal y, según se anunció, se encuentra dentro del canon de la saga.
- Star Wars Jedi: Fallen Order / Star Wars Jedi: Survivor

Gordy Haab y Stephen Barton se encargaron de la música de estos videojuegos, donde se encentra el estilo clásico de Williams.

## Bandas sonoras
Las bandas sonoras de Star Wars se han lanzado en formato de disco de venta al público en diversas ocasiones, tanto solas por película como en colecciones.